# Évariste Galois
Évariste Galois (25. října 1811, Bourg-la-Reine – 31. května 1832, Paříž) byl francouzský matematik. Formuloval Galoisovu teorii, jeden ze základních kamenů moderní algebry. Pomocí své teorie dokázal charakterizovat, kdy má obecný polynom tzv. radikálové řešení, tj. kdy je možno kořeny zapsat jen s užitím základních aritmetických operací a odmocnin. Považuje se též za zakladatele teorie grup.

## Život
Jeho otec byl ředitelem obecné školy a starosta, ovlivnila ho ale více vzdělaná matka, která ho vychovávala.
V patnácti se nadchl pro matematiku, zhltal základní texty Adrien-Marie Legendra, Josepha-Louis Lagrange, Augustina Louise Cauchyho, Carla Friedricha Gausse, Carla Gustava Jacoba Jacobiho ad. Přesto se mu dvakrát nepodařilo složit zkoušky na École Polytechnique (ve druhém případě prý zlostně hodil po zkoušejících hadr). Přihlásil se tedy na École preparatoire, což byl de facto učitelský seminář připravující učitele pro státní střední školy.
Přitom začal publikovat matematické články (Důkaz jedné věty o periodických řetězových zlomcích v Annales de Mathématique, Rozbor pojednání o algebraickém řešení rovnic, O řešení numerických rovnic a K teorii čísel), avšak dobová matematika jim nevěnovala pozornost, některé jeho práce zaslané na Academie de Sciences se dokonce ztratily (patrně je hodil do koše sám Cauchy), což ho velice zraňovalo.
V roce 1829 spáchal jeho otec sebevraždu, v důsledku štvavé kampaně, kterou proti němu jako republikánskému starostovi rozpoutal místní konzervativní kněz. To Galoise politicky zradikalizovalo. Roku 1830 nadšeně přivítal revoluční dění (tzv. červencová revoluce). Začal povstání podporovat, kvůli čemuž byl vyloučený ze školy. Poté vstoupil do Národní gardy, do radikální organizace Společnost přátel lidu a zúčastnil se pouličních bojů v Paříži. Byl uvězněn, na 9 měsíců.
V roce 1831 ho Siméon Denis Poisson vyzval, aby znovu předložil akademii věd své pojednání o algebraických rovnicích. Tentokrát již práci akademici posoudili pečlivě, ale stanovisko bylo zamítavé – důkazy prý byly nejasné.
Rok poté Galois zemřel. V důsledku milostného vzplanutí k dívce, kterou poznal ve vězení (možná však šlo i o jinou ženu), následně podstoupil souboj pistolemi se svým sokem. Byl střelen do břicha, podařilo se ho ještě převézt do nemocnice Cochin v Paříži, ale druhý den zranění podlehl. Podle některých spekulací bylo pozadí jeho zastřelení politické.
Teprve s odstupem času si matematika povšimla, že jeho práce byly revoluční, neboť zcela mění pohled na algebru a otevírají brány teorie množin. On sám si revolučnosti svých prací byl dobře vědom, v jedné z předmluv bez zbytečné skromnosti napsal: "Nebudu tvrdit jako jiní, že vše dobré v mé práci je dosaženo díky radám kohokoliv. Znamenalo by to lhát." Na Galoisově objevení měl zásadní podíl matematik Camille Jordan, jako první jeho dílo ocenil v roce 1843 a ve svém časopise Journal de Mathématiques Pures et Appliquées v roce 1846 publikoval matematik Joseph Liouville.
Od 2. února 1999 nese jeho jméno asteroid hlavního pásu (9130) Galois.